# O Enfermeiro

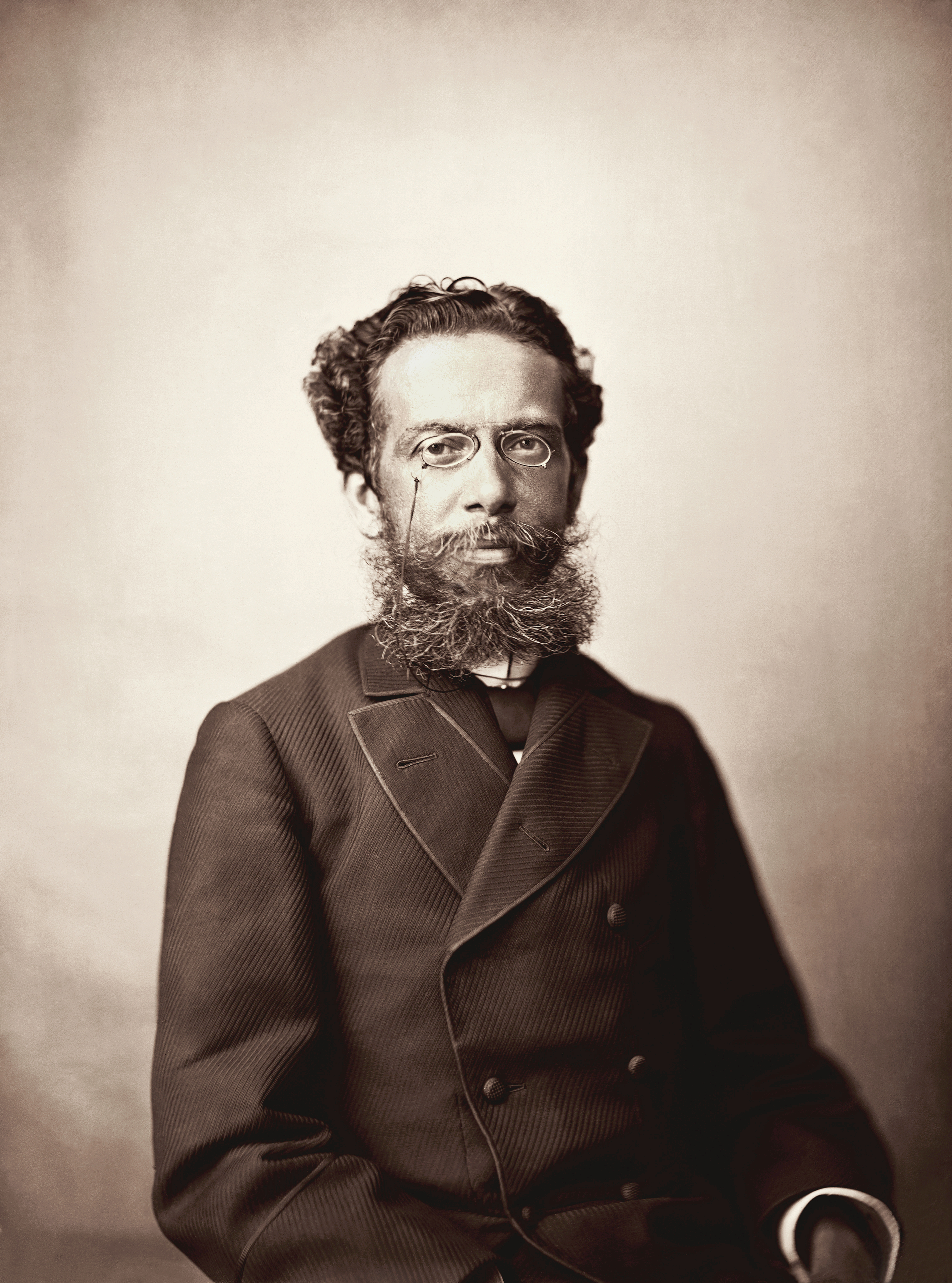
Machado de Assis

O enfermeiro é um conto do escritor brasileiro Machado de Assis, e que faz parte do livro Várias Histórias, publicado no ano de 1896.
O conto narra a história de Procópio José Gomes Valongo, que encontrou um meio de estudar copiando documentos latinos e as fórmulas eclesiásticas de um padre. Este padre recebe uma carta de um vigário do interior, perguntando se ele conhece alguma pessoa discreta, inteligente e paciente que possa servir como enfermeiro do coronel Felisberto. O padre mostra a carta a Procópio, que aceita imediatamente a oferta, sem imaginar o que viria pela frente. Com o passar do tempo, maltratado pelo coronel, o enfermeiro esgana-o num acesso de raiva.
O conto «O Enfermeiro» de Machado de Assis é narrado na primeira pessoa, com foco narrativo no próprio protagonista Procópio. Ele trabalha como copista de documentos latinos e fórmulas eclesiásticas em uma paróquia de sua região, e vê nessa função um meio para estudar. Um dia, o vigário da paróquia lhe pede que preste serviços de enfermeiro a um coronel, pois este está muito doente e precisa de companhia. Procópio sabe que o homem, apesar de precisar deste tipo de serviço, trata mal a todos que lá iam e com isso ninguém ficava no emprego, mesmo sendo tão bem pago. Como Procópio está cansado do trabalho de copista resolve aceitar o emprego. Quando lá chega não passam mais que sete dias para que Procópio fique tão chateado como os seus colegas que por lá passaram. O homem o xinga, usa palavrões o tempo todo, o que o deixa bastante constrangido. Pede demissão mas o Coronel nega e pela primeira vez pede desculpas, confessando que esperava do enfermeiro paciência para o seu jeito de rabugento. Fazem as pazes, mas por pouco tempo. A tortura retoma, até o momento em que o coronel Felisberto atira uma vasilha d’água que acerta a cabeça do enfermeiro. Ele então, cego com a dor, voa sobre o velho, esganando-o; o aneurisma que o coronel possuia acaba por romper, nesse exato momento, resultando em sua morte.
Após uma semana de desassossego, aflição e medo de que alguém desconfiasse que Felisberto não morrera de causas naturais, o enfermeiro recebe uma carta do vigário com o testamento do coronel, anunciando que ele é seu herdeiro universal. Procópio, que a princípio decidiu doar todo o dinheiro, logo desiste. Resolve converter todos os bens em títulos e dinheiro, guarda a maior parte para si, e distribui algo aos pobres. Dá à igreja matriz uns paramentos novos e faz construir em homenagem ao coronel um túmulo de mármore. Tempos depois, Procópio, conversando com vários médicos, chega à conclusão de que a morte do coronel era certa mesmo se ele não o tivesse esganado. Aos poucos, vai fixando essa e outras ideias que amenizam sua culpa, até que a esquece por completo, confessando que a herança teve parte em seu consolo.

## Contexto histórico
Há um trecho desse conto que não pode passar despercebido:
"Valongo? Achou que não era nome de gente, e propôs chamar-me tão somente Procópio, ao que respondi que estaria pelo que fosse do seu agrado."
Havia no Rio de janeiro um local chamado Cais do Valongo, no qual acontecia o desembarque e o comércio de escravos.Por causa disso, o coronel desprezou o nome completo de Procópio. Entre 1850 e 1920, a área em torno do antigo cais tornou-se um espaço ocupado por negros escravizados ou libertos de diversas nações - área que Heitor dos Prazeres chamou de Pequena África